# Histoire des mentalités
Pour les articles homonymes, voir mentalité.
L'histoire des mentalités est un courant historiographique du XXe siècle qui étudie l’histoire de toutes formes de pensées, croyances et sentiments, comme étant constitutifs de la vision du monde propre à une époque. L’historien des mentalités mobilise des sources diverses, en lien avec la psychologie collective des sociétés. Il s’agit principalement de documents écrits ou iconographiques.

## Historique
D’abord discipline française, elle s’exporte progressivement ailleurs, notamment en Allemagne et dans le monde anglo-saxon. Elle apparaît dans les années 1930 avec les fondateurs de l’École des Annales : Lucien Febvre et Marc Bloch. Personne ne s’intéresse aux mentalités dans les décennies qui suivent, et cela jusqu’aux années 1960 où une nouvelle génération d’historiens se réapproprient le concept de mentalité et l’appliquent aux considérations et aux sujets d’études de leur époque. Ce type d’histoire a perduré jusque dans les années 1980 avec notamment Jacques Le Goff. À partir des années 1990, elle tombe lentement dans l’oubli en raison des lacunes dans sa définition et fait place à d’autres courants historiques tels que l’histoire des représentations ou l’histoire culturelle.

## Définition
La définition de l’histoire des mentalités varie au cours du temps et reste indéterminée. Son approche prend tantôt la forme d’une psychologie collective, tantôt celle d’une étude de type sociologique. Elle est tantôt applicable à tous les paliers de l’analyse historique, tantôt au seul niveau des structures et du temps long. La mentalité est donc une notion vague; ce qui peut être un problème au niveau épistémologique, mais offre de la liberté pour ses pratiquants qui leur permet d’explorer divers champs d’investigations à travers les sciences sociales.

## Historiographie: l'École des Annales
L'histoire des mentalités est initiée par les historiens français Lucien Febvre et Marc Bloch dans le contexte de création de l’École des Annales en 1929. D’autres historiens tels que Johan Huizinga et Mario Praz peuvent également être considérés comme fondateurs du mouvement. Le terme de mentalité se retrouve déjà chez Émile Durkheim et Marcel Mauss, mais c’est Lucien Lévy-Bruhl dans La mentalité primitive (1922) qui lui octroie son sens original, récupéré ensuite par l’École des Annales.
L’histoire des mentalités de l’École des Annales repose sur une vision de la société comme fusion des consciences individuelles. Il s’agit d’étudier les manières de penser le monde propres aux sociétés anciennes. Une attention particulière est apportée aux imaginaires populaires, des gens du commun, peu valorisés par les sources. L’histoire des mentalités entend s’opposer à l’histoire des idées traditionnelles dans l’étude des systèmes de représentations du passé. Elle conditionne son approche à l’étude du contexte social, économique et technique, des sociétés dans lesquelles s’incarnent ces systèmes de pensées. Cela s’insère dans le projet des Annales d’ériger l’histoire en véritable science humaine. Les approches des autres sciences humaines doivent ainsi être mises en œuvre dans l’analyse des réalités historiques,.
Après Febvre et Bloch, l’histoire des mentalités reste dans le sillage de l’École des Annales,. La définition et le contenu de l’histoire des mentalités, de même que le programme de recherche qu’elle entend mettre en œuvre, échappent cependant à toute tentative de définition claire. La signification de l’histoire des mentalités reste donc avant tout heuristique. L’histoire des mentalités s’applique ainsi à une grande diversité d’objets : formes de pensées, de croyances, de sentiments, de pratiques culturelles,. Pour Robert Darnton, pratiquer ce type d’histoire permet d’envisager les sources d’une manière nouvelle et d’en faire ressortir toute leur richesse. Cependant, il reconnait bien les faiblesses méthodologiques de cette histoire, mais dont l’apport à l’histoire moderne demeure essentielle selon lui.

### Lucien Febvre et Marc Bloch
Lucien Febvre et Marc Bloch mettent chacun en œuvre une conception différente de l’histoire des mentalités, même si elles ne sont pas pour autant antagonistes. En effet, Febvre développe une histoire « psychologique », plus centrée sur l’individu, tandis que Bloch développe une histoire « anthropologique », plus centrée sur le collectif. Les deux historiens entretiennent néanmoins tous deux le projet d’étendre l’histoire à des domaines encore inexplorés et abordent des thématiques relativement semblables. Ils s’accordent aussi sur l’importance d’éviter l’écueil de l’anachronisme psychologique, à savoir l’interprétation des actes et les visions du monde passées à l’aune de nos propres catégories mentales. Par ailleurs, si Febvre détient davantage la paternité théorique de l’histoire des mentalités, ce sont plutôt les orientations pratiques de Bloch qui connaîtront la plus grande postérité auprès de leurs successeurs,.
Lucien Febvre entend mener une psychologie historique et développe pour cela la notion « d’outillage mental »,. Dans ses différentes études historiques, il part d'un sujet ou d'un personnage précis pour en extraire l’outillage mental de la société dans laquelle il s'insère. Il va dès lors se tourner vers l'élaboration de biographies de grands personnages. Dans la même logique, il étudie l’œuvre de Rabelais dans Le Problème de l'incroyance au XVIe siècle : la religion de Rabelais (1942), en tant qu’elle constitue, selon lui, la synthèse de l’outillage mental des individus du XVIe siècle et donc des mentalités propres à cette époque. Il part de l'individualité pour en tirer certains schémas généraux qui pourraient être symptomatiques d'une population ou d'une époque particulière. Pour Febvre, l'étude historique des mentalités d’une société doit forcément débuter par l'individu. Cependant, ce dernier doit provenir d'une classe supérieure, d'une élite "créatrice", car l'étude des démunis et des petites gens n'est pas en mesure de retranscrire la complexité de la mentalité d'une époque donnée. La richesse de leur appareillage mental est moindre selon Febvre.
Marc Bloch propose une approche différente de la veine individualiste privilégiée par Lucien Febvre. Ses recherches se focalisent sur les phénomènes de croyances collectives. Ainsi, dans son œuvre Les Rois thaumaturges, paru en 1924, il s’attache à étudier la croyance dans le pouvoir de guérison des rois en France et en Angleterre. Pour Bloch, les mentalités s’ancrent avant tout dans une réalité sociale, ce qui le pousse à donner beaucoup d’importance à l’étude des structures sociales, politiques, économique, etc., de la société et de l’époque auxquelles elles appartiennent. Les mentalités pour Bloch sont à la fois des systèmes de représentation structurés et des images inconscientes. Elles permettent d’entrevoir la couleur propre à une société passée et d’accéder à une compréhension plus complète de celle-ci. Cette démarche d’anthropologie historique a prévalu dans la suite du courant de l’histoire des mentalités.

### À partir des années 1960
Après un long moment d’absence qui suit les travaux de Marc Bloch et Lucien Febvre, l’histoire des mentalités a un sursaut massif au début des années 1960. L’étude des mentalités s’inspire des analyses anthropologiques basées sur une approche quantitative. Elle se concentre sur des phénomènes collectifs, rabaissant la conscience individuelle au rang de phénomène dérivé. Ce courant historique se veut être au carrefour avec les autres disciplines en expansion à l’époque. Cette histoire se développe en opposition avec l’histoire économique et sociale prédominant la recherche jusqu’alors.

#### Georges Duby et Robert Mandrou
Georges Duby et Robert Mandrou sont les deux théoriciens fondateurs de l’histoire des mentalités des années 1960. Georges Duby est le premier à exposer sa conception de l'histoire des mentalités, qu'il livre dans sa contribution à l’ouvrage L’histoire et ses méthodes paru en 1961. Il tente d’unifier les deux perspectives originelles de l’histoire des mentalités de Febvre et de Bloch. Sa conception du courant historique est en constante tension entre la volonté d’une histoire tenant compte de l’individu, et l’intégration des découvertes récentes de l’anthropologie qui se concentrent sur la structure des comportements sociaux. Pour ce faire, il distingue trois niveaux du mental : les pensées et les émotions d’un individu à un moment précis ; les comportements et les croyances d’un groupe social sur un temps relativement court ; et enfin, les cadres mentaux, l’héritage culturel et le système de croyances sur une plus longue durée. L’objet d’étude qu'il préconise pour l’histoire des mentalités est celui des mythes et des croyances, dimensions qui échappent par essence à l'histoire économique, domaine de prédilection des prédécesseurs de Duby. L'histoire des mentalités donne ainsi du sens et un modèle à la société.
Robert Mandrou se penche lui aussi sur la définition de l’histoire des mentalités et publie un article sur le sujet pour le huitième volume de l’Encyclopaedia Universalis en 1968. Pour lui, l’histoire des mentalités est le biais par lequel il est possible de faire une histoire totale. Il met en avant une perspective globalisante se concentrant sur les mouvements des mentalités. Dans la continuité de cette approche, Robert Mandrou émet de grandes réserves vis-à-vis de la psychanalyse. Selon lui, les méthodes psychanalytiques ne sont pertinentes que sur l’individu et ne peuvent être appliquées à des groupes ou à la société de manière globale,. Dans la pratique, il privilégie une approche culturelle de sources écrites.

#### Philippe Ariès et Michel Foucault
Philippe Ariès, historien et grand lecteur des Annales, est spécialement connu pour ses deux études portant sur la famille et la mort, à savoir, L’Enfant et la vie familiale sous l’Ancien Régime et L’Homme devant la mort. Dans ces travaux, Ariès défend une interprétation psychologique de l’histoire, ce qu’il nomme « l’inconscient collectif ». Selon lui, cet inconscient expliquerait tous les phénomènes historiques. Pour le démontrer, il prend l’exemple de la contraception en affirmant que le changement de mentalité a modifié la puissance de l’idéologie religieuse et l’acceptation des méthodes contraceptives. L’analyse historique est ainsi constituée du processus d’institutionnalisation des croyances et des représentations. Le concept de mentalité permet de comprendre plus clairement le « passage à la modernité ».
Michel Foucault, bien que philosophe, a également marqué la recherche historique lorsqu’il s’est fait « historien » et s’est prononcé sur l’histoire des mentalités. En effet, selon lui, cette histoire n’est plus seulement un ajout à l’histoire sociale. Elle ne décrit plus uniquement, elle reconstitue l’entièreté de l’univers mental. Même si son idée n’est pas originale, car les fondateurs des Annales l’avaient déjà présupposée, Michel Foucault affirme également qu’il y a une discontinuité des manières de penser entre les différentes époques et s’inscrit en faux contre l’idée d’une conscience transcendante à l’histoire. Son hypothèse sociologique l'amène à remplacer le concept de mentalité par celui de représentation, car elle produit le monde social ou est produite par celui-ci. Lorsqu’il articule savoir au pouvoir, Michel Foucault est convaincu que le système social est avant tout un système mental. Il rejoint en ce sens Philippe Ariès. Pour ces deux auteurs, l’institutionnalisation fonde le social et adosse son analyse à la rechercher historique. Il forge aussi le concept d’épistémé, qui est selon lui l’esprit d’une époque qui pourrait se concevoir dans un inconscient collectif, et imposerait les mêmes valeurs et système de justification à tout le monde. Ce concept réclame l’unité mentale d’une époque, même inconsciente, et rejoint en ce sens le concept de mentalité de la première génération des Annales.

#### Jacques Le Goff
Ce moment de l’histoire des mentalités ne peut être distingué du mouvement désigné sous le nom de « nouvelle histoire » dont Jacques Le Goff est un des principaux représentants. Dans les années 1970-1980, Jacques Le Goff cherche à définir l'histoire des mentalités. Il reconnaît le caractère ambigu et imprécis de l’histoire des mentalités, mais pour lui, c’est justement ce qui en fait son attrait. Elle permet à l’historien de mettre en œuvre dans son analyse des sociétés passées les méthodes des différentes sciences sociales, notamment l'anthropologie et la sociologie, mais également la psychologie et l'ethnologie,. Elle a pour but d'étudier un « au-delà » de l'histoire. Dans les années 1980, l’École des Annales mène une réflexion sur ses fondements théoriques. Il en va de même, en parallèle, pour les sciences sociales avec lesquelles l’histoire des mentalités entretient des liens étroits. Ce moment de questionnement prend place sur fond de crise de la pensée marxiste pour envisager la réalité sociale.

## Critique et continuité

### Critique
La notion de mentalité, en tant que concept fondamental de l’École des Annales, a été critiquée par certains historiens, notamment par Geoffrey E.R. Lloyd. En effet, cette notion est selon lui à la fois descriptive et explicative, ce qui tend à la confusion. L’explication ethnocentrique telle que proposée par la notion de mentalité est contestée par l’historien. Elle s’inscrirait en effet dans la théorie de « mentalité primitive » de Lévy-Bruhl et impliquerait de ce fait une « explication de l’évolution historique par une évolution de « l’esprit » humain ». Ce lien gênerait une compréhension claire des évènements historiques. L’historien propose comme solution de justifier un nouveau type de rationalité, non pas comme une mentalité, mais comme un « style d’enquête ». L’existence de pensées non conscientes serait ainsi inutile et l’objet explicatif en serait ainsi réduit. Tout cela ne serait utilisé que pour décrire et non plus expliquer comme il le reproche au concept de mentalité. Tous les phénomènes historiques tels qu’étudiés par l’histoire des mentalités seraient alors rassemblés dans ce concept. Seulement, tout ramener sur le seul plan du discours ne prend, en réalité, pas en compte l’entièreté des phénomènes étudiés par l’histoire des mentalités puisqu’il exclut les phénomènes non linguistiques. Geoffrey E.R.Lloyd énonce également d’autres difficultés résolues par son concept. En effet, il y a, selon lui, une « prévalence accordée aux phénomènes stables supposés structurels », ainsi qu'un risque de généralisation des phénomènes et de tout justifier par la mentalité elle-même.
L’histoire des mentalités intègre l’histoire aux sciences humaines, que ce soit du point de vue psychologique de Lucien Febvre ou sociologique et anthropologique de Marc Bloch. La réflexion autour de ce concept est encore actuellement d’actualité selon Florence Hulak. En revanche pour Christophe Gauld, l’indétermination sociologique et psychologique justement dénoncée par Lloyd aurait entrainé sa disparition. Le concept de représentations, plus complexe et moins binaire a pris la place de mentalité au sein de la recherche.

### Continuité
L’histoire des mentalités n’a plus vraiment cours aujourd’hui. Cependant, certains courants actuels de la recherche entretiennent une certaine continuité avec elle. C’est le cas de l’histoire des représentations que certains historiens considèrent comme sa successeure à la différence qu’elle dispose d’une définition plus rigoureuse.
L’histoire culturelle est aussi liée à l’histoire des mentalités. En France, l’histoire culturelle est considérée comme la continuation directe de l’histoire des mentalités dont elle entend dépasser les limites. Par ailleurs, dans le monde anglo-saxon, l’histoire des mentalités de l’École des Annales a été assimilée à l’histoire culturelle de manière générale.

## Publications rattachées à l'histoire des mentalités
- Georges Duby, « L’histoire des mentalités », in Charles Samaran (dir.), L’histoire et ses méthodes, Paris, 1961, (Encyclopédies de la pléiade, 11), p. 937-966.
- Jacques Le Goff, « Les mentalités. Une histoire ambiguë », in Jacques Le Goff et Pierre Nora (dir.), Faire de l’histoire, III, Paris, 1974, p. 76-94.
- Jacques Le Goff (dir.), La nouvelle histoire, 2e édition, Bruxelles, éditions Complexe, 1988 (Historiques, 47).
- Jacques Le Goff et Pierre Nora (dir.), Faire de l'histoire, 3 tomes, Paris, Gallimard, 1974 (Bibliothèque des histoires).

- Johan Huizinga, L'Automne du Moyen Âge, 1919.
- Lucien Febvre, Histoire et psychologie, Encyclopédie française, t. VIII, Paris, 1938.
- Lucien Febvre, « Comment reconstituer la vie affective d’autrefois ? La sensibilité et l’histoire », dans Annales d’histoire sociale, 1941.
- Lucien Febvre, Le problème de l’incroyance au XVIe siècle. La religion de Rabelais, L’évolution de l’humanité, Paris, Albin Michel, 1942.
- Lucien Febvre, « Sorcellerie, sottise ou révolution mentale ? », in Annales ESC, 1948.
- Marc Bloch, Les Rois thaumaturges, Paris et Strasbourg, 1924.
- Philippe Ariès, « L’histoire des mentalités », in Jacques Le Goff, e.a. (dir.), La Nouvelle Histoire, Paris, 1978, p. 402-423.
- Philippe Ariès, « Huizinga et les themes macabres», in W.R.H. Koops, E.H. Kossmann, G. van der Plaat (dir.), Johan Huizinga 1872–1972, Dordrecht, Springer, 1973, https://doi.org/10.1007/978-94-015-0730-1_6 (consulté le 26 décembre 2020).
- Roger Chartier, « Histoire intellectuelle et histoire des mentalités. Trajectoires et questions », in Revue de Synthèse, 1983, p. 277-308.
- Robert Mandrou, « L’histoire des mentalités », in Encyclopaedia Universalis, VIII, Paris, 1968, p. 436-438.